# 우리 영화
우리 영화는 2025년 6월 13일부터 2025년 7월 19일까지 방송했던 SBS 금토 드라마였다.

## 기획 의도
다음이 없는 영화 감독 ‘제하’와 오늘이 마지막인 배우 ‘다음’의 내일로 미룰 수 없는 사랑 이야기

## 제작진

### 극본
- 한가은
- 강경민

### 연출
- 이정흠 : SBS 특집 드라마 《너를 노린다》(연출), SBS 월화 드라마 《조작》(연출), SBS 월화 드라마 《아무도 모른다》(연출), JTBC 토일 드라마 《구경이》(연출) 연출

## 등장 인물

### 주요 인물
- 남궁민 : 이제하 역 - 다음이 없는 영화 감독, 영화 <하얀사랑> 감독.
- 전여빈 : 이다음 역 - 오늘이 마지막인 배우 지망생, 영화 <하얀사랑> 주인공 ‘규원’ 역. 정효의 딸.
- 서현우 : 부승원 역 - 영화 <하얀사랑>의 제작자
- 이설 : 채서영 역 - 한국 영화계의 독보적 탑스타, 영화 <하얀사랑> 조연 ‘정화’ 역. 5년 전 제하의 영화 주인공.

### 영화 하얀사랑 관계자
- 서이서 : 김정우 역 - 대세 배우, 영화 <하얀사랑> 남자 주인공 ‘현상’ 역.
- 김은비 : 유홍 역 - 영화 <하얀사랑> 조감독, 업계 관계자들이 데뷔를 시키기 위해 호시탐탐 탐내는 조감독.
- 박은우 : 남재인 역 - 다음의 대학 동기, <하얀사랑> 간호사 역. 아역 배우 출신으로 다음, 교영과는 대학 시절 연극영화과 동기였다.
- 허정도 : 지철민 역 - 영화 <하얀사랑>의 촬영감독, 업계 모두가 일하고 싶어 하는 실력파 촬영감독. 제하가 일순위로 공들여 섭외한 <하얀사랑> 스태프.
- 주민경 : 조진미 역 - 영화 <하얀사랑>의 분장 실장, 업계 최고의 분장팀을 이끄는 수장. 일할 때 모토는 연애 금지.

### 이다음 주변인물
- 권해효 : 이정효 역 - 다음의 아버지, 한국대병원 유전학센터 교수.
- 오경화 : 곽교영 역 - 다음의 소울메이트, 콘텐츠 PD.
- 이주승 : 임준병 역 - ‘임씨네 식당’ 쉐프, 다음의 매니저.
- 장재호 : 김민석 역 - 다음의 주치의, 한국대학병원 교수. <하얀사랑>의 영화 의료 지식 자문으로 있으며, 다음의 주치의이자 정효의 제자.
- 서정연 : 고혜영 역 - 비욘드엔터 대표
- 오민애 : 황미선 역 - 교영의 어머니, 바리스타.

### 그 외 인물
- 전석찬 : 노희태 역 - 노이즈 마케팅, 바이럴 전문의 연예부 기자. 제작자 승원과는 비즈니스 파트너. 업계에서는 기레기 계의 한 획을 그었다는 평가를 받는 연예부 기자.
- 한종훈 : 한성호 역 - 영진 그룹 산하 영진 창업 투자회사 상무

### 기타 인물
- 손병욱 : 박병식 역 - 제하와 사사건건 대립하는 영화 감독
- 박효은 : 박민희 역 - 서영의 매니저
- 정휘 : 정은호 역
- 심혜림 : '임씨네 식당'에서 다음이가 안아 준 암 환자 역

### 특별 출연
- 문성근 : 김현철 역 - 원작 영화 <하얀사랑>의 남자 주인공, 제하의 아버지인 이두영 감독과도 절친했던 사이.
- 예수정 : 김진여 역 - 원작 영화 <하얀사랑>의 여자 주인공, 제하의 아버지인 이두영의 작품에 연달아 출연하며 페르소나로 알려진 90년대 여배우.
- 김재철 : 이두영 역 - 제하의 아버지, 영화 감독
- 이상희 : 유은애 역 - 제하의 어머니, 원작 영화 <하얀 사랑>의 각본 초고를 썼다.
- 주현영 : 제하의 차에서 흘러나오는 라디오 프로그램의 진행자 역 (1회)
- 유순웅 : 이명훈 역 - 종로극장 주인
- 공민정 : 김민정 역 - 시한부 환자, 다음과 친한 언니
- 김정영 : 박승희 역 - 민정의 어머니
- 정영숙 : 다음에게 예쁘다고 말해준 할머니 역 (1회)
- 문소리 : 다음의 어머니 역
- 김혜준 : 다음이 단역으로 출연한 드라마의 주인공 배우 (2회)

## 참고 사항
- 본 드라마는, 다음이 없는 영화감독 '제하'과 오늘이 마지막인 배우 '다음'의 내일로 미룰 수 없는 러브 스토리를 극화한 순수 휴먼 멜로 드라마이므로, 영화와 영화를 완성하는 과정에 대한 스토리를 함축적으로 담아내면서, 수 많은 시청자들의 심금을 자극하는 소재로 멜로물 특유의 휴머니즘을 제대로 조화시킨 장르물로 꼽히고 있다.
- 전여빈, 서현우는 영화 《죄 많은 소녀》 이후 7년 만에 다시 만나 캐스팅 됐다.
- 디즈니 플러스와 독점 계약으로 아시아와 태평양, 유럽, 아메리카 등 전 세계 50여개 국에서 동시 공개되었다.
- SBS가 2025년 1월 1일부터 6년간 신작 및 기존 드라마, 예능, 교양 프로그램을 넷플릭스에 공급하는 전략적 파트너십을 체결하면서 이들 프로그램이 동시, 혹은 순차적으로 넷플릭스에 공개되고 있지만 이 작품은 넷플릭스가 아닌 디즈니+에 동시 공개 예정이다. 이는 SBS가 넷플릭스와의 제휴 이전에 디즈니+와 맺은 연간 3편의 드라마 공급 계약으로 이루어진[1] 선판매 계약이다.
- 남궁민, 이정흠 감독은 SBS 월화 드라마 〈조작〉 이후 두 번째로 호흡을 맞춘다.
- 1회 초반 주연 배우 둘이 만나는 장면의 배경이 되는 나무는 천연기념물로 지정된 원주 반계리 은행나무로, 국내에서 가장 아름다운 나무로 손꼽힌다. 다만 이 나무는 마을 주변 밭 가운데에 서있는데, 드라마에서는 고지대에 위치한 공터로 CG 처리되었다.

## 같이 보기
- 대한민국의 텔레비전 드라마 목록 (ㅇ)
- 2025년 대한민국의 텔레비전 드라마 목록